# A View from the End of the World
 (décembre 2012).
Si vous disposez d'ouvrages ou d'articles de référence ou si vous connaissez des sites web de qualité traitant du thème abordé ici, merci de compléter l'article en donnant les références utiles à sa vérifiabilité et en les liant à la section « Notes et références ».
Albums de Machinae Supremacy
Overworld
(2008) Rise of a Digital Nation
(2012)
A View from the End of the World est un album du groupe suédois Machinae Supremacy sorti en 2010

## Liste des titres
1. A View From the End of the World – 3:52
2. Force Feedback – 5:34
3. Rocket Dragon – 4:51
4. Persona – 5:16
5. Nova Prospekt – 5:13
6. World of Light – 1:14
7. Shinigami – 4:08
8. Cybergenesis – 5:43
9. Action Girl – 4:12
10. Crouching Camper Hidden Sniper – 3:59
11. Indiscriminate Murder is Counter-Productive – 4:07
12. One Day in the Universe – 4:16
13. The Greatest Show on Earth – 3:31
14. Remnant (March of the Undead IV) – 5:54